# Левин, Сергей Фридрихович
Серге́й Фри́дрихович Ле́вин (30 мая 1930, Москва — 9 декабря 1984, Москва) — советский учёный, историк-востоковед.
Окончил исторический факультет МГУ (1953). Научный сотрудник Института востоковедения АН СССР (1956-84).
Автор статей «Ага-хан III» и «Ахмадие» в третьем издании Большой советской энциклопедии.

## Сочинения
- Левин С. Ф. Торговая каста ходжа. Из истории торговой буржуазии Индии и Пакистана. — М., 1964.[3]
- Левин С. Ф. Организации исмаилитской буржуазии в Пакистане. — 1964. — (Краткие сообщения Ин-та народов Азии, т. 71).
- Левин С. Ф. Формирование крупной буржуазии Пакистана. — М.: Наука, 1970. — 271 с. — 1600 экз.[4]
- Экономическое развитие Пакистана. 60-е годы / Отв. ред. С. Ф. Левин. — М., 1974.
- Левин С. Ф. Исламская критика монополий в Пакистане // Религия и общественная мысль Востока. — М., 1974.
- Ганковский Ю. В.; Левин С. Ф.; Москаленко В. Н. и др. Пакистан. — М., 1977.[5]
- Левин С. Ф. Государство и монополистическая буржуазия в Пакистане / Ред. В. Я. Белокреницкий; Ин-т востоковедения АН СССР. — М.: Наука, 1983. — 273 с. — 1200 экз.[6]
- Левин С. Ф. Пуштунская фракция крупной мусульманской буржуазии Пакистана // Ислам и социальные структуры стран Ближнего и Среднего Востока. Сборник статей памяти Сергея Фридриховича Левина / Отв. ред. Ю. В. Ганковский, Институт востоковедения АН СССР. — М.: Наука, 1990. — ISBN 5-02-016932-3.[7]